# 文化镇 (安岳县)
文化镇，是中华人民共和国四川省资阳市安岳县下辖的一个乡镇级行政单位。2019年12月，撤销岳源乡，将其所属行政区域划归文化镇管辖。

## 行政区划
文化镇下辖以下地区：
枣塘村、白坪村、四合村、隆恩村、燕桥村、前锋村、万林村、桂林村、文田村、金相村、水口村、凉风村、太山村、新盆村、板栗村、矮桥村、新回村、新园村和新塔村。